# Zorocrates badius
Espèce
Zorocrates badius est une espèce d'araignées aranéomorphes de la famille des Zoropsidae.

## Distribution
Cette espèce est endémique de Basse-Californie du Sud au Mexique,.

## Description
Le mâle décrit par Platnick et Ubick en 2007 mesure 11 mm et la femelle 16 mm.

## Publication originale
- Simon, 1895 : Descriptions de quelques arachnides de Basse-Californie faisant partie des collections du Dr Geo. Marx. Bulletin de la Société Zoologique de France, vol. 20, p. 134-137 (texte intégral).